# Derambila ochreicostalis
Derambila ochreicostalis là một loài bướm đêm trong họ Geometridae.